# Течнер, Йон Стефенсон фон
Йон Стефенсон фон Течнер (исл. Jón Stephenson von Tetzchner; род. 29 августа 1967, Сельтьяднарнес, Исландия) — сооснователь компании Opera Software.
Фон Течнер получил множество наград за свои достижения во время работы в Opera Software. В 2005 году он был включён в список членов «Форума новых глобальных лидеров» Всемирного экономического форума. В 2009 году фон Течнер был включён в топ-40 лидеров, формирующих индустрию мобильной связи, аналитической компанией Informa и в топ-15 мобильных авторитетов блогом GigaOM.

## Биография
Родился 29 августа 1967 года в Сельтьяднарнесе, недалеко от столицы Исландии Рейкьявика. Фон Течнер имеет степень магистра компьютерных наук Университета Осло.

## Деятельность

### Opera Software
После завершения своего образования с 1991 по 1995 год фон Течнер работал в качестве научного сотрудника в норвежской компании Norwegian Telecom Research (Telenor). В 1994 год вместе с коллегой Гейром Иварсёем разработал браузерную систему MultiTorg Opera. Работа над проектом была свёрнута компанией, но Гейр и Йон оформили права на продукт, основали собственную компанию и продолжили разработку браузера. Теперь известный просто как Opera, браузер приобрёл популярность, несмотря на конкуренцию. Opera Software выросла до более чем 500 сотрудников, когда переехала в свои нынешние офисы в Осло.
21 апреля 2005 года фон Течнер объявил, что если количество загрузок новой версии Opera 8 достигнет одного миллиона в течение четырёх дней, то он переплывёт Атлантический океан из Норвегии в США. Миллион был достигнут, и Opera Software объявила, что фон Течнер «сдержит своё слово». 25 и 26 апреля на официальном сайте Opera описывалась несерьёзная «попытка» переплыть океан и её быстрый и смешной «провал». История освещалась во всём мире как технологическими, так и общетематическими медиа.
К 40-летию фон Течнера 29 августа 2007 года Opera Software объявила, что выпустит первую публичную альфа-версию Kestrel — рабочее название того, что стало Opera 9.5. Самым большим желанием фон Течнера было дать сообществу предварительное превью Kestrel, который был в разработке более года.
5 января 2010 года Йон покинул пост CEO, который занимал в течение 15 лет с момента основания компании. После этого Течнер продолжал работать в Opera Software в полный рабочий день в качестве стратегического советника компании. 30 июня 2011 года из-за разногласий с советом директоров и менеджментом фон Течнер покинул компанию.

### Vivaldi Technologies
7 июля 2013 года Йон фон Тэчнер зарегистрировал торговую марку VIVALDI, а 26 августа 2013 года — частную компанию Vivaldi Technologies с уставным капиталом 3 млн норвежских крон (около 350 тыс. Евро). Головной офис компании находится в г. Рейкьявик, Исландия. На 1 октября 2013 года компания насчитывала около 20 сотрудников, почти половина из которых являются бывшими сотрудниками прежней компании Йона — Opera Software.
Первым публичным продуктом новой компании стал портал Vivaldi.net, открытый 19 декабря 2013 года. Среди причин создания данного портала Йон в открытом письме пользователям (русскоязычный перевод) назвал скорое закрытие сайта сообщества My Opera, намеченное на 1 марта 2014 года. В частности, он сказал:
Мне, как одному из основателей Opera, тяжело видеть уничтожение сообщества, которое мы вместе с вами создали. Поэтому некоторые из тех, кто много лет создавал для вас браузер и портал, решили собраться вместе и построить новый дом для вас, наших старых друзей.
Vivaldi.net является не единственным проектом, над которым работает компания Vivaldi Technologies. Так, в интервью онлайновому изданию Компьютерра, опубликованному 3 февраля 2014 года, Йон фон Тэчнер сказал, что «мы ведём работу над некоторым очень интересным материалом», при этом с января 2014 года в сети открыта страница Vivaldi.com, на которой сообщается о подготовке неких новых продуктов компании.
В конце января 2015 года Течнер представил браузер Vivaldi